# 모리 요시나리

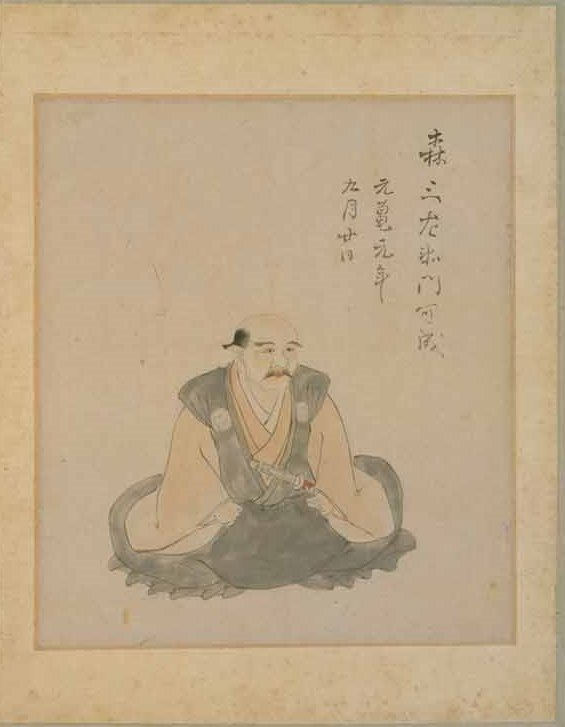
모리 요시나리

모리 요시나리(일본어: 森可成, 1523년 ~ 1570년 10월 19일)는 센고쿠 시대의 무장 겸 다이묘이다. 오다 노부나가의 가신 모리 란마루의 아버지로 알려져 있다.

## 생애
다이에이 3년(1523년) 모리 요시유키의 아들로 오와리국 하구리 군 렌타이(현 기후현 하시마군 가사마쓰정)에서 태어났다.
미노국 슈고 다이묘 도키 가문을 모셨으며 사이토 도산에 의해 도키 가문이 멸문된 후 덴분 23년(1554년) 오와리 국의 오다 노부나가를 섬겼다. 일설에는 사이토 가문의 가신 나가이 미치토시의 가신이 된 후의 일이라고도 한다.
오다 노부나가의 오와리 국 통일에 일조하여 고지 원년(1555년) 기요스성 공격에서 오다 노부토모를 공격해 공을 세웠고, 고지 2년(1556년) 미노에서 정변이 일어나자, 오다 노부나가의 장인 사이토 도산을 구원했다.
또, 이 시기 일어난 오다 노부나가와 동생 오다 노부카쓰의 가독다툼인 이노 전투에서도 공을 세웠으며, 에이로쿠 원년(1558년) 우키노 전투에도 참진하였다.
에이로쿠 3년(1560년) 스루가국의 이마가와 가문과의 오케하자마 전투 등에도 참진해 공을 세웠다.
에이로쿠 8년(1565년) 오다 노부나가로부터 미노 가네야마 성을 받았으며, 노부나가가 상경전을 개시할 때 시바타 가쓰이에와 함께 선봉에서 싸웠다. 그 후 오미 우사 산성을 받아 재성하였다.
겐키 원년(1570년) 아자이, 아사쿠라 연합군의 공격을 사카모토에서 격퇴하였지만, 다시금 쳐들어오는 연합군에 패배하여 오다 노부나가의 동생 오다 노부하루와 함께 음력 9월 20일에 전사했다.
그의 나이 향년 48세였다.

## 인물
- 창의 명수로 세키노 가네사다(関兼定)란 이름이 적힌 창을 사용했다고 한다. 무용이 뛰어나 산자(三左)라는 이명도 가지고 있다.
- 오다 가문에서는 시바타 가쓰이에 보다 이전부터 오다 노부나가를 섬긴 연장자로 사카이 마사히사, 가나모리 나가치카, 하치야 요시타카 등의 미노 출신 호족과 활약하였다. 오다 노부나가는 모리 요시나리의 죽음을 슬퍼했고, 이는 아자이, 아사쿠라 연합군에 협력한 엔랴쿠지를 불태우는 한 원인이 되었다고 한다. 모리 가문은 선조로 미나모토노 요시타카가 히에이잔 승려의 화살에 맞아 전사한 일이 있어 모리 가문과 히에이잔은 악연으로 연결되어 있다고도 말한다.